# Avione Allgood
Avione Allgood (ur. 14 grudnia 1993) – amerykańska lekkoatletka specjalizująca się w rzucie oszczepem. 
Odpadła w eliminacjach mistrzostw świata juniorów w Moncton (2010). W 2011 zwyciężyła w mistrzostwach panamerykańskich juniorów oraz była dziesiąta podczas igrzysk państw obu Ameryk. Medalistka mistrzostw NCAA.
Rekord życiowy: 58,81 (15 maja 2016, Fort Worth).

## Osiągnięcia
| Rok  | Impreza                              | Miejsce     | Pozycja           | Wynik |
| ---- | ------------------------------------ | ----------- | ----------------- | ----- |
| 2010 | Mistrzostwa świata juniorów          | Moncton     | el. – 16. miejsce | 48,00 |
| 2011 | Mistrzostwa panamerykańskie juniorów | Miramar     | 1. miejsce        | 53,06 |
| 2011 | Igrzyska panamerykańskie             | Guadalajara | 10. miejsce       | 50,37 |
| 2019 | Mecz Europa – USA                    | Mińsk       | 8. miejsce        | 51,48 |
| 2019 | Światowe wojskowe igrzyska sportowe  | Wuhan       | 4. miejsce        | 52,68 |